# 小山飘风
小山飘风（学名：Sedum filipes）是景天科景天属的植物，是中国的特有植物。分布于中国大陆的湖北、河南、浙江、江苏、四川、云南、陕西等地，生长于海拔800米至2,000米的地区，常生长在山坡林下，目前尚未由人工引种栽培。

## 别名
豆瓣还阳（湖北）